# Sylvia Hitchcock
Sylvia Louise Hitchcock (Haverhill, 31 de janeiro de 1946 — Lake Wales, 16 de agosto de 2015) foi uma rainha da beleza norte-americana, coroada como Miss Universo 1967, em Miami Beach, Estados Unidos.

## Biografia
Hitchcock nasceu numa pequena cidade do estado de Massachussets, a quinta entre seis irmãos, e cresceu numa fazenda de criação de galinhas em Miami, Cursou a Palmetto High School, o Miami-Dade Junior College, onde se especializou em Artes e escultura, e depois a Universidade do Alabama. Ainda estudando na universidade quando venceu o Miss USA, ela preferiu não terminar os estudos.
Participante e vencedora de vários concursos de beleza na Flórida durante a adolescência, Sylvia representou o estado do Alabama no concurso nacional e foi eleita Miss USA em 22 de maio de 1967. 
Dois meses depois foi coroada como a quarta Miss Universo norte-americana, na mesma cidade aonde passou a infância e adolescência. É considerada uma das melhores da história, carismática e articulada embaixadora da boa vontade, sempre com um sorriso no rosto em qualquer lugar ou situação.
Antes do concurso, como havia acontecido em anos anteriores, diversas misses concorrentes ao MU estiveram  alguns dias no Rio de Janeiro e Sylvia, diferente de suas duas predecessoras, recebeu grande acolhida da imprensa e se tornou uma grande favorita para o concurso vindouro entre o público brasileiro. É até hoje uma das mais populares Misses Universo no Brasil.

## Vida posterior
Depois de passar a coroa à sucessora, Martha Vasconcellos, a quem coroou como Miss Brasil e Miss Universo, Sylvia tentou a carreira de modelo em Nova York, mas desiludida com a cidade, retornou à Miami, onde trabalhou como apresentadora de uma estação de televisão local. Casou-se em 1970 com William Carson, inventor de uma máquina de colheita de frutas, e teve dois filhos.